# Phoebe Cates

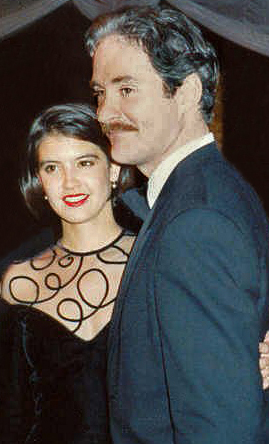
Phoebe Cates i Kevin Kline (1989)

Phoebe Cates, właśc. Phoebe Belle Katz (ur. 16 lipca 1963 w Nowym Jorku) – amerykańska aktorka filmowa.

## Życiorys

### Młodość
Swoją egzotyczną urodę zawdzięcza filipińskiemu pochodzeniu matki, Lily, i rosyjsko-żydowskiemu ojca, Josepha Catesa (urodzonego jako Joseph Katz). Ma starszą siostrę Valerie i młodszą Alexandrę. Wychowywała się w rodzinie blisko związanej z przemysłem filmowym, jej ojciec i wujek Gilbert Cates byli reżyserami i producentami filmowymi. Ukończyła nowojorską Professional Children's School. Uczęszczała też do szkoły baletowej Juilliard School, ale kontuzja kolana zmusiła ją do jej porzucenia w 1977. 

### Kariera
Zaczynała jako modelka w „Seventeen” i innych pismach dla młodzieży. Karierę aktorską rozpoczęła w trupie teatralnej Actors Circle. Grała w przedstawieniach: Mewa, a także w sztukach szekspirowskich: Romeo i Julia jako Julia i Wiele hałasu o nic. Zadebiutowała w filmie Raj (Paradise, 1982), który był oparty na pomyśle z Błękitnej laguny (The Blue Lagoon, 1980) z Brooke Shields, ale miejscem akcji była pustynna oaza. W 1984 wystąpiła w uznawanych za kultowe: horrorze komediowym Gremliny rozrabiają oraz Beztroskich latach w Ridgemont High i dzięki tej drugiej roli zyskała status gwiazdy. W tym samym roku magazyn „Harper’s Bazaar” umieścił jej nazwisko na liście 10 najpiękniejszych kobiet Ameryki.
Po głównej roli w Księżniczce Caraboo porzuciła karierę filmową, aby zająć się wychowywaniem dzieci. 
W 2001 zagrała jeszcze w Party na słodko (The Anniversary Party), ale tylko ze względu na debiut reżyserski jej przyjaciółki Jennifer Jason Leigh.
W 2019 jej postać przypomniał dziejący się w latach 1980. trzeci sezon serialu Stranger Things, w którym nastoletni bohaterowie wspominają Cates i uznają ją za wyznacznik kobiecego piękna.

## Życie prywatne
W dniu 5 marca 1989 poślubiła Kevina Kline’a, znanego aktora, laureata Oscara za rok 1988, którego poznała w 1983, w czasie przesłuchania do filmu Wielki chłód. W 1990 wystąpili razem w filmie Kocham cię na zabój i w 1994 w Księżnice Caraboo. Mają syna Owena (ur. 14 października 1991) i córkę Gretę (ur. 21 marca 1994).

## Filmografia
- 1982 Raj (Paradise) - Sarah
- 1982 Beztroskie lata w Ridgemont High (Fast Times at Ridgemont High) - Linda Barrett
- 1983 Prywatna szkoła (Private School) - Christine Ramsey
- 1983 Młodsza siostra (Baby Sister) - Annie Burroughs
- 1984 Gremliny rozrabiają (Gremlins) - Kate Beringer
- 1984 Koronki (Lace) - Lili
- 1985 Lace II - Lili
- 1987 Co zrobić z aniołem? (Date with an Angel) - Patty Winston
- 1988 Bright Lights, Big City - Amanda
- 1989 Shag - Carson McBride
- 1989 Serce Dixie (Heart of Dixie) - Aiken
- 1990 Kocham cię na zabój (I Love You to Death) - Dziewczyna na dyskotece
- 1990 Largo Desolato - Studentka filozofii
- 1990 Gremliny 2 (Gremlins 2: The New Batch) - Kate Beringer
- 1991 Zwariowany Fred (Drop Dead Fred) - Elizabeth
- 1993 Dynamika ciał (Bodies, Rest & Motion) - Carol
- 1994 My Life's in Turnaround - ona sama
- 1994 Księżniczka Caraboo (Princess Caraboo) - Księżniczka Caraboo/Mary Baker
- 1997 Scratch the Surface - ona sama
- 2001 Party na słodko (The Anniversary Party) - Jack Gold